# Луннань (Цзянси)
Лунна́нь (кит. упр. 龙南, пиньинь Lóngnán) — городской уезд городского округа Ганьчжоу провинции Цзянси (КНР).

## История
Уезд Луннань (龙南县) был впервые образован в 953 году, когда эти места находились в составе государства Южная Тан. Во времена империи Сун он был в 1121 году переименован в Цяньнань (虔南县), а после монгольского завоевания и образования империи Юань он был в 1287 году присоединён к уезду Синьфэн. В 1310 году уезд Луннань был образован вновь.
После образования КНР в 1949 году был создан Специальный район Ганьчжоу (赣州专区), и уезд вошёл в его состав. В ноябре 1949 года Специальный район Ганьчжоу был расформирован, и был создан Ганьсинаньский административный район (赣西南行署区). 17 июня 1951 года был упразднён Ганьсинаньский административный район и воссоздан Специальный район Ганьчжоу. В мае 1954 года Специальный район Ганьчжоу был переименован в Ганьнаньский административный район (赣南行政区). В мае 1964 года Ганьнаньский административный район был снова переименован в Специальный район Ганьчжоу. В 1970 году Специальный район Ганьчжоу был переименован в Округ Ганьчжоу (赣州地区).
Постановлением Госсовета КНР от 24 декабря 1998 года Округ Ганьчжоу был преобразован в городской округ; это постановление вступило в силу с 1 июля 1999 года.
30 июня 2020 года уезд Луннань был преобразован в городской уезд.

## Административное деление
Городской уезд делится на 9 посёлков и 5 волостей.